# 永遠に (ゴスペラーズの曲)
「永遠に」（とわに）は、ゴスペラーズ14作目のシングル。2000年8月23日発売。発売元はキューンミュージック。

## 解説
テレビ東京系『JAPAN COUNTDOWN』オープニング・テーマ。
44週チャートイン、シングルの中で最長記録となった。
1997年頃（「ウルフ」リリース時期）から楽曲制作は行われ、作詞した安岡は「よし、どこまでも悲しいラブソングにしよう」と考え、本楽曲の歌詞をつくった。
本楽曲は当シングル2曲、シングル「ひとり」収録「unplugged live version」、アルバム『Soul Serenade』収録「Album Version」、シングル「BRIDGE」収録「a cappella」と5ヴァージョン存在する。
ベスト・アルバム『G10』ファン投票では、当時既発の4ヴァージョン込みで最多票を獲得。
2009年10月13日『おもいッきりDON!』内「火曜企画 名曲ファイル〜その時ヒットは生まれた〜」にて、名曲ナビゲーター・宮本隆治が選ぶ1曲として放送。
ゴスペラーズの代表曲の一つと言われている。

## 収録曲
1. 永遠に [5:33]
  - 作詞：安岡優／作曲：妹尾武／編曲: Bryan-Michael Cox
2. No One Else Comes Close  [3:44]
  - 作詞・作曲：J・Thomas、G・Baker、W・Perry／編曲：宮田繁男
3. 夏風 [3:55]
  - 作詞・作曲：安岡優／編曲：田辺恵二
4. 永遠に -Radio Edit- [4:42]

## バリエーション
| タイトル                          | 時間 | 発売日         | 収録アルバム  |
| --------------------------------- | ---- | -------------- | ------------- |
| 永遠に                            | 5:33 | 2000年8月23日  | 永遠に        |
| 永遠に - Radio Edit -             | 4:42 | 2000年8月23日  | 永遠に        |
| 永遠に - Album Version -          | 5:45 | 2000年10月12日 | Soul Serenade |
| 永遠に - unplugged live version - | 7:20 | 2001年3月7日   | ひとり        |
| 永遠に - a cappella -             | 5:26 | 2011年9月28日  | BRIDGE        |
| Forever Love (英語詞セルフカバー) | 5:35 | 2019年7月17日  | VOXers        |

## カバー
永遠に
- BENI - 『COVERS:2』に収録。
- May J. - 『Heartful Song Covers』に収録。
- 貴城けい - 『麗人REIJIN -Season 2』（2016年1月6日発売）に収録[4]。
- ステファニー - 配信
- Little Glee Monster - 『Colorful Monster』（通常盤CD DISC2）に収録。
- SIRUP -『BOYS meet HARMONY』に収録。

## 収録コンピレーションアルバム
| 発売日         | タイトル                                    | 規格品番              |
| -------------- | ------------------------------------------- | --------------------- |
| 2003年07月24日 | SMOOTH SUMMER                               | MHCL-310              |
| 2004年06月02日 | Eternal Love～for Marriage～                | MHCL-368 MHCL-615     |
| 2010年03月24日 | 終わらない恋がしたい                        | RZCD-46418            |
| 2013年05月15日 | Bank Band『ap bank fes '12 Fund for Japan』 | TFXQ-78110 TFBQ-18134 |
| 2014年05月28日 | スウィート・ウエディング                    | MHCL-2444             |
| 2015年05月27日 | 大安吉日 ～幸せのレシピをあなたに           | MHCL-2524             |